# Panda E
«Panda E» — дебютная песня белорусского рэпера CYGO, выпущенная 14 июня 2018 года и принёсшая известность исполнителю.

## Достижения и премии
Песня стала самой популярной в 2018 году по версии социальной сети «ВКонтакте».
На премии Муз-ТВ 2019 она была номинирована в категории «Лучшая песня».

## Ремиксы и пародии
- 17 сентября 2018 года состоялась премьера клипа «Правда» — это пародия на эту песню от комедийного проекта «Чоткий Паца». Участники проекта решили спеть о Херсоне и его арбузах. А актёр театра и кино Александр Жеребко выступил в роли супергероя, который бьёт преступника арбузом по голове. В результате «арбузный клип» от комедийного проекта сразу после премьеры обошел позициями клип «Потап & Олег Винник — Самый лучший день» (укр. «Найкращий день»), а так же клип «Егор Крид feat. Филипп Киркоров — Цвет настроения черный»[5][6][7].
- 7 октября 2018 года вышла пародия от Никиты Козырева, который исполнил песню голосом Владимира Ленина и переделал её на революционный лад[8].
- 8 октября 2018 года состояли релиз официального ремикса песни в стиле Дип-хаус от музыкальной группы «Tim3bomb»[9].

## Музыкальное видео
Клип был опубликован 26 ноября 2018 года на YouTube-канале StarPro. Артист объяснил долгую задержку выхода клипа тем, что ему попался недобросовестный продюсер.

## Чарты

### Недельные чарты
| Чарт (2018)                       | Высшая позиция |
| --------------------------------- | -------------- |
| Россия (BOOM)                     | 1              |
| Россия (Apple Music)              | 1              |
| Top YouTube Hits (Tophit)         | 2              |
| Top Radio & YouTube Hits (Tophit) | 6              |
| Россия (iTunes)                   | 9              |
| Россия (Яндекс.Музыка)            | 14             |

### Месячные чарты
| Чарт (2018)                       | Позиция |
| --------------------------------- | ------- |
| Top YouTube Russian Hits (Tophit) | 3       |

### Сезонные чарты
| Чарт (2018)                    | Позиция |
| ------------------------------ | ------- |
| Лучшие хиты лета (Афиша Daily) | 3       |

### Годовые чарты
| Чарт (2018)                                 | Позиция |
| ------------------------------------------- | ------- |
| Топ-30 треков ВКонтакте и BOOM              | 1       |
| 10 самых популярных новых исполнителей в ОК | 10      |
| Топ-100 России (Apple Music)                | 21      |